# Chalcochiton pallasii
Chalcochiton pallasii är en tvåvingeart som först beskrevs av Friedrich Hermann Loew 1856.  Chalcochiton pallasii ingår i släktet Chalcochiton och familjen svävflugor. Inga underarter finns listade i Catalogue of Life.